# Paul Lacombe (historien)
 (janvier 2011).
Pour les articles homonymes, voir Paul Lacombe et Lacombe.
Paul Lacombe, né le 6 janvier 1834 à Cahors et mort le 2 juillet 1919 à Lauzerte, est un historien et archiviste français.
À une période d'intense débat disciplinaire entre historiens et sociologues au tournant du XXe siècle, Lacombe se place au cœur du combat pour l'histoire-science à travers son œuvre majeure, De l'histoire considérée comme science, et par ses contributions à la Revue de synthèse historique d'Henri Berr. Refusant une approche de l'histoire fondée sur la simple narration des grandes dates et des grands hommes, il invente – pour mieux le réfuter – le concept d'histoire événementielle : il est à ce titre un précurseur du postulat de Fernand Braudel et de l'École des Annales sur la nécessité d’étudier l’histoire dans le temps long.

## Biographie
Né d'un père pharmacien, Lacombe court, selon son ami Henri Berr, les clubs républicains dès sa jeunesse. Au lycée, il lie une amitié durable avec Léon Gambetta. Après des études de droit (1851-1854), il entre à l'École impériale des chartes. Il sort premier de la promotion 1859 avec une thèse sur l'Histoire du consulat de Cahors de 1200 à 1351.
Jusqu'en 1870, selon Berr, il mène la vie difficile et militante des intellectuels réfractaires à l'Empire et collabore avec divers auteurs et revues. Il signe avec André Léo - dont il partage le féminisme et dont il sera l'exécuteur testamentaire - un appel à la propagation des valeurs démocratiques dans les campagnes françaises. Il dévoile ses premières publications, comme Mes droits, Le Mariage libre, Petite histoire du peuple français et Les armes et les armures. Ces deux derniers seront traduits en anglais et réédités à plusieurs reprises en Angleterre et aux États-Unis. 
Il poursuit également une carrière de haut fonctionnaire. Selon sa biographie de l'École des chartes, il est d'abord archiviste de la Corrèze, puis sous-préfet de Figeac, secrétaire général de la préfecture du Loiret et enfin, en 1882, inspecteur général des bibliothèques et des archives. C'est en cette qualité qu'il est nommé chevalier de la Légion d'honneur le 29 décembre 1886.
Sa participation aux débuts de la IIIe République ne l'empêche cependant pas de passer un temps certain dans sa propriété du Sud-Ouest de la France, à Lauzerte, où il réfléchit, écrit, et s'occupe même à « tirer quelque revenu de [son] bien ». Il décrit ainsi son lieu-dit de Saint-Fort : « Vingt maisons espacées le long d'une route blanche, dix à gauche, dix à droite à peu près, voilà tout le village. Il est situé dans une petite clairière presque carrée, qui a l'air d'un cadre... Tout autour la forêt de pins clairsemés, coupée de grandes laudes marécageuses, s'étend au loin ».
Le 9 octobre 1875, il est à Brighton, en Angleterre, afin de recevoir un prix mondial de droit international pour un mémoire sur la paix, Mémoire sur l'établissement d'un tribunal international et la réalisation d'un code international. Il y déclare ce jour-là sa « grande affection » pour l'Angleterre, qui le conduira à publier deux ans plus tard une Petite histoire d'Angleterre sur le modèle de celle publiée quelques années plus tôt sur le peuple français.
Lacombe va ensuite se distinguer de plus en plus pour ses travaux éclectiques et novateurs à la croisée des chemins entre histoire et sociologie, teintés de philosophie et de psychologie. En 1894, il publie son œuvre majeure, De l’Histoire considérée comme science, contribution remarquée à la professionnalisation de la discipline. L'ouvrage appelle à un véritable programme de travail qui ne trouvera finalement qu'une seule réalisation, dans le domaine de l'histoire littéraire. Un projet de réédition au début du XXe siècle ne verra pas non plus le jour.
En 1900, il systématise dans La Guerre et l'Homme une réflexion déjà entamée dans de précédentes publications et dresse un réquisitoire contre la guerre et l'instinct guerrier de l'homme, "rétrogradation absolue". L'ouvrage contient des considérations rétrospectivement très lucides sur les horreurs des guerres à venir et sur la nécessité d'un arbitrage international.
À partir de 1900 et jusqu'à la Première Guerre mondiale, il fréquente les réunions organisées par son ami Henri Berr, au n° 12 de la rue Sainte-Anne à Paris – siège de la Revue de synthèse historique dont il sera l'un des contributeurs les plus réguliers. L'historien Lucien Febvre le décrit ainsi : « À gauche, je le vois encore, parfois endormi et silencieux, puis brusquement éveillé, vif, pétulant, l’habitué des habitués, Paul Lacombe, original esprit qui tint sa partie avec autorité dans les premiers concerts de la Synthèse ».
Âgé, affaibli, il continue à écrire dans le cadre de correspondances privées ou dans son journal personnel, dont certains extraits seront publiés à titre posthume par Henri Berr dans la Revue de synthèse historique, avant de mourir, âgé de 85 ans.

## Postérité
Lucien Febvre, qui attribuait à Lacombe la paternité du concept d'histoire-science, écrivait en 1922 : « De l'histoire considérée comme science marque et marquera de plus en plus une date dans l'historiographie contemporaine ». Si son œuvre est aujourd'hui tombée dans l'oubli, Paul Lacombe était de son vivant, selon Henri Berr, « un des hommes qui – au jugement de l'étranger – faisaient le plus d'honneur à la France », ainsi que semble l'indiquer le prix mondial qu'il reçut en 1875 ainsi que le succès apparent de ses traductions en Angleterre et aux États-Unis.
Fernand Braudel ravive sa mémoire en 1958 dans l'article « La longue durée » en mettant en scène un face-à-face (critiqué par Gérard Noiriel) entre l'histoire incarnée par Lacombe et la sociologie incarnée par François Simiand. Braudel tient Lacombe pour un précurseur en tant qu'inventeur (et premier critique) du concept d'histoire événementielle auquel l'historien de l'École des Annales opposera classiquement le temps long de l'histoire.
Braudel considérait Lacombe comme un « historien de grande classe ». Le socio-historien Gérard Noiriel critiquera durement ce jugement de Braudel : « En réalité, Paul Lacombe est un 'touche à tout' assez représentatif de la génération qui a précédé la professionnalisation de l’histoire. [...] Son livre sur la 'science de l’histoire' est un tissu de banalités." Reste que, pour Braudel, Lacombe "a été le premier à lancer ou des entreprises dont nous vivons aujourd'hui encore, ou des formules que nous répétons »".
De fait, Lacombe fut considéré comme un historien de référence par nombre de ses successeurs au cours du XXe siècle. Pour Louis Halphen, « le mérite de Paul Lacombe (est) d'avoir plus fortement marqué que ses devanciers l'obligation où se trouve placé l'historien d'opérer un tri sévère entre les faits, d'en établir la "hiérarchie", de bien y distinguer le général du particulier ». Antoine Prost, dans son ouvrage de référence de 1996, Douze leçons sur l'histoire, cite une forte déclaration de Paul Lacombe que reprendra également Paul Ricœur : « Pas d'observation sans hypothèse, pas de faits sans questions ».
Symbole de l'éclectisme et de l'interdisciplinarité de Lacombe, ce sont aujourd'hui des anthropologues, des ethnologues et des sociologues qui redécouvrent son œuvre et se demandent si son apport n'a pas été sous-estimé, allant jusqu'à le situer « aux origines de l'anthropologie française ». En 2009, un colloque international est organisé par Nicolas Adell, Agnès Fine et François Sigaut de l'EHESS à Lauzerte, la commune où Paul Lacombe a passé une grande partie de sa vie. Son ouvrage sur la famille de 1889 est réédité et commenté par Françoise Héritier du Collège de France, Martine Segalen de Paris X - Nanterre et Jean-Luc Jamard du CNRS. Selon Héritier, « Paul Lacombe est un esprit libre, un vrai, qu'il faut saluer bien bas. [...] Énoncés de façon caustique ou sous forme d'aphorismes, ses principes sont neufs et apportent un éclairage dévastateur non seulement sur les théories morales de l'évolution sociale, mais également sur celles - encore à venir quand il écrivait - qui servent de base au travail anthropologique de la parenté ». Un ouvrage intitulé Histoire et anthropologie de la parenté. Autour de Paul Lacombe (1834-1919) est paru en février 2012.

## Publications
- La morale sous Louis XIV, Saint-Germain, Imprimerie de Toinon, 1867, 24 p. (lire en ligne)
- Le Mariage libre, 1867
- Petite histoire du peuple français, Paris, Librairie Hachette et Cie, 1874, 3e éd., 235 p. (lire en ligne)
- Mes droits, Paris, Germer Baillière libraire-éditeur, 1869, 252 p. (lire en ligne)
- Les Armes et les Armures  (ill. Hercule Catenacci), Paris, Hachette et Cie, coll. « La Bibliothèque des merveilles », 1868, 302 p. (lire en ligne), 60 vignettes, 3e édition, 1877 (lire en ligne)
- Paul Lacombe, J. Toussaint, Élisée Reclus et André Léo, « À tous les démocrates », L'agriculteur. Journal du dimanche,‎ 1870 (lire en ligne)
- La République et la Liberté, Paris, Armand Le Chevalier éditeur, 1870, 138 p. (lire en ligne)
- « Mémoire sur l'établissement d'un tribunal international et la réalisation d'un code international, dédié à son Excellence Señor don Arthur de Marcoartu », dans Internationalism, Londres, Stevens and sons/E. Stanford, 1876 (lire en ligne), p. 140-190
- Petite histoire d'Angleterre, Hachette, 1877
- Le Patriotisme, Paris, Librairie Hachette et Cie, coll. « La Bibliothèque des merveilles », 1878 (lire en ligne)
- Fragments d'une histoire des mœurs : Le diner chez les Romains, 1880
- La Famille dans la société romaine : étude de moralité comparée, Paris, Lecrosnier et Babé libraires-éditeurs, coll. « Bibliothèque anthropologique » (no VII), 1889 (lire en ligne)
- De l’Histoire considérée comme science, Paris, Librairie Hachette et Cie, 1894 (lire en ligne), p. XIV-415
- Introduction à l'histoire littéraire, Paris, Librairie Hachette et Cie, 1898, VIII-420 p. (lire en ligne)
- Esquisse d'un enseignement basé sur la psychologie de l'enfant, Paris, Armand Colin et Cie éditeurs, 1899, XIII-213 p. (lire en ligne)
- La Guerre et l'Homme, Paris, Société nouvelle de librairie et d'édition, 1900, III-412 p. (lire en ligne)
- La Psychologie des individus et des sociétés chez Taine historien des littératures, étude critique, Paris, Félix Alcan éditeur, 1906, II-375 p. (lire en ligne)
- Taine historien et sociologue, Paris, V. Giard et E. Brière, coll. « Bibliothèque sociologique internationale » (no XXXVIII), 1909 (lire en ligne)
- Toujours la guerre, l'affreuse guerre, scènes historiques de tous les temps, Paris, Librairie Léon Vannier éditeur, 1909, 151 p. (lire en ligne)
- La Première Commune révolutionnaire de Paris et les assemblées nationales, 1911
- L'Appropriation du sol, essai sur le passage de la propriété collective à la propriété privée, Paris, Librairie Armand Colin, 1912, VIII-411 p. (lire en ligne)